# Veres Richárd
Veres Richárd  magyar kick-box-versenyző, a Halker-KiralyTeam Kick-box Akadémia sportolója. 

## Sporteredményei
Veres 2008 óta a magyar felnőtt kick-box-válogatott színeiben számos világversenyen szerzett aranyérmet, hatszoros világ- és nyolcszoros Európa-bajnok.
2012-ben a londoni olimpián futott az olimpiai lánggal. Az eredetileg kijelölt útvonalat meg kellett változtatni, mert Corfe Castle falu lakossága – egy helyi férfi magyarországi börtönbüntetése miatti tiltakozásként – nem akarta, hogy magyar sportoló fusson át a településen.

## Díjai, elismerései
- Junior Prima díj (2011)
- Kézlenyomata megtalálható a sportcsillagok falán